# Adrián Castellano
Adrián Rafael Castellano Cobacho (Córdoba, 26 de junio de 1994) es un futbolista español que juega de defensa en el Atlético Sanluqueño C. F. de la Primera Federación de España.

## Trayectoria
Formado en la cantera del Córdoba C. F., fichó pronto por el Real Madrid C. F.[cita requerida]
El 8 de julio de 2014 fichó por el filial de la U. D. Almería. Con el primer equipo jugó por primera vez el 9 de septiembre de 2015 en un partido de la Copa del Rey ante el Elche C. F. En Segunda División debutó cuatro días después, contra el C. D. Lugo.
El 5 de julio de 2016 fichó por el R. C. Celta de Vigo "B". A mediados de 2017 fichó por otro filial, el Granada C. F. "B".
Posteriormente se convirtió en miembro de pleno derecho de la primera plantilla del Granada Club de Fútbol, con el que ascendió a Primera División. En la temporada 2019-20 fichó por el C. D. Numancia, donde disputó 21 partidos antes de unirse el 7 de agosto de 2020 a la S. D. Ponferradina.
En la campaña 2023-24 se incorporó al Córdoba C. F. Debido a las lesiones solo pudo jugar un partido y en agosto de 2024 fue rescindido su contrato. Entonces estuvo sin equipo hasta que en enero del año siguiente fichó por el Atlético Sanluqueño C. F.

## Clubes
| Club                      | País   | Año     |
| ------------------------- | ------ | ------- |
| Real Madrid C. F. "C"     | España | 2012-14 |
| U. D. Almería "B"         | España | 2014-16 |
| R. C. Celta de Vigo "B"   | España | 2016-17 |
| Granada C. F. "B"         | España | 2017-18 |
| Granada C. F.             | España | 2018-19 |
| C. D. Numancia            | España | 2019-20 |
| S. D. Ponferradina        | España | 2020-23 |
| Córdoba C. F.             | España | 2023-24 |
| Atlético Sanluqueño C. F. | España | 2025-   |